# Я вигадую пісню
«Я вигадую пісню» (азерб. «Mən mahnı bəstələyirəm») — радянський художній телефільм 1979 року, знятий на кіностудії «Азербайджанфільм».

## Сюжет
В одне з азербайджанських сіл Карабаху для відбору талановитих дітей з райцентру приїжджає представник музичної школи-інтернату. Йому допомагає місцевий аксакал і музикант-кеменчист Бахман-дайи. Багато в селі здібних дітей, але найбільш талановита 10-річна дочка мельника і загальна улюблениця, дзвінкоголоса Сона. Її готові зарахувати до школи без будь-якого конкурсу, але батько категорично проти — він не бажає, щоб Сона стала артисткою. І нічиї вмовляння не допомагають.

## В ролях
- Оля Рождественська — Сона
- Коте Даушвілі — Бахман-дайи
- Гасан Турабов — Худаяр-кіши (батько)
- Насіба Зейналова — бабуся
- Ельхан Джафаров — Надір
- Агасадих Герайбеков — Абдулла
- Октай Шейхов — Раміз
- Лейла Бадірбейлі — мати Надіра
- Амалія Панахова — мати Сони
- Софа Басірзаде — дружина Абдулли

## Знімальна група
- Автори сценарію: Іфраїм Ібрагімов, Тофік Ісмаїлов
- Режисер-постановник: Тофік Ісмаїлов
- Оператор: Заур Магерамов
- Композитор: Полад Бюль-Бюль Огли
- Художник-постановник: Надір Зейналов
- Директор фільму: Геннадій Лапшук